# Руцькой Олександр Володимирович
Олександр Володимирович Руцькой (рос. Александр Владимирович Руцкой, нар. 16 вересня 1947, Проскурів, Кам'янець-Подільська область, УРСР, СРСР) — російський державний і політичний діяч, генерал-майор авіації, Герой Радянського Союзу.
З 1991 по 1993 — перший і останній віцепрезидент Російської Федерації.
З 22 вересня по 4 жовтня 1993 року — виконувач обов‘язків Президента Російської Федерації, при цьому повноваження не визнавалися Борисом Єльциним.
З 1996 по 2000 — губернатор Курської області.
Живе в місті Одинцово, голова Ради директорів цементного заводу у Воронезькій області. Почесний громадянин Курська.
У 2014 році підтримав анексію Криму. 
У лютому 2022 року підтримував повномасштабне вторгнення рф в Україну.
В 2023 році в інтерв'ю порталу «Гулагу-нет» розчарувався в діях російської армії та визнав, що ця війна: «ніякої користі росії не принесе».

## Війна в Афганістані
Був пілотом штурмовика Су-25 під час війни в Афганістані. Його літак був збитий двічі над базою моджахедів Джавара (провінція Хост): у квітні 1986 року вогнем з землі та 4 серпня 1988 року пакистанським винищувачем F-16. Пара винищувачів F-16 під командуванням льотчика-винищувача Атера Бохарі (англ. Athar Bokhari) вирушила з бази Камра до Міраншаху на перехоплення радянських МіГ-23, ланка яких прикривала вісімку Су-25. Причому пакистанські льотчики штурмовики помітили не одразу. Радарний контакт Атер встановив на відстані 42 км, на відстані 33 км на радарі побачив розділення групи штурмовиків, ракету «Сайдвіндер» пустив з відстані 4600 м. Руцькой приземлився за 15-20 км від кордону, 5 діб блукав горами, потрапив у полон, і через тиждень був повернутий пакистанською владою до Афганістану.
Збиття Су-25 з Руцьким — єдиний випадок, який пакистанці вважають сутичкою з радянськими літаками. Решту повітряних боїв вони відносять до ВПС Афганістану.